# Вашингтон (Луїзіана)
Вашингтон (англ. Washington) — місто (англ. town) в США, в окрузі Сент-Ландрі штату Луїзіана. Населення — 742 особи (2020).

## Географія
Вашингтон розташований за координатами 30°36′56″ пн. ш. 92°3′36″ зх. д. / 30.61556° пн. ш. 92.06000° зх. д. (30.615559, -92.059866).  За даними Бюро перепису населення США в 2010 році місто мало площу 2,20 км², з яких 2,14 км² — суходіл та 0,06 км² — водойми.

## Демографія
Згідно з переписом 2010 року, у місті мешкали 964 особи в 439 домогосподарствах у складі 233 родин. Густота населення становила 438 осіб/км².  Було 507 помешкань (230/км²).
Расовий склад населення:
| - 53,3 % — чорних або афроамериканців - 43,8 % — білих - 0,4 % — корінних американців - 0,1 % — азіатів |

До двох чи більше рас належало 1,8 %. Частка іспаномовних становила 1,9 % від усіх жителів.
За віковим діапазоном населення розподілялося таким чином: 24,0 % — особи молодші 18 років, 56,9 % — особи у віці 18—64 років, 19,1 % — особи у віці 65 років та старші. Медіана віку мешканця становила 42,7 року. На 100 осіб жіночої статі у місті припадало 82,6 чоловіків;  на 100 жінок у віці від 18 років та старших — 74,9 чоловіків також старших 18 років.
Середній дохід на одне домашнє господарство  становив 38 746 доларів США (медіана — 19 531), а середній дохід на одну сім'ю — 53 629 доларів (медіана — 36 607). За межею бідності перебувало 38,5 % осіб, у тому числі 64,9 % дітей у віці до 18 років та 15,3 % осіб у віці 65 років та старших.
Цивільне працевлаштоване населення становило 221 особа. Основні галузі зайнятості: освіта, охорона здоров'я та соціальна допомога — 21,3 %, транспорт — 19,5 %, публічна адміністрація — 14,9 %.